# Pachistopelma rufonigrum
Pachistopelma rufonigrum là một loài nhện trong họ Theraphosidae.
Loài này thuộc chi Pachistopelma. Pachistopelma rufonigrum được Mary Agard Pocock miêu tả năm 1901.

## Hình ảnh

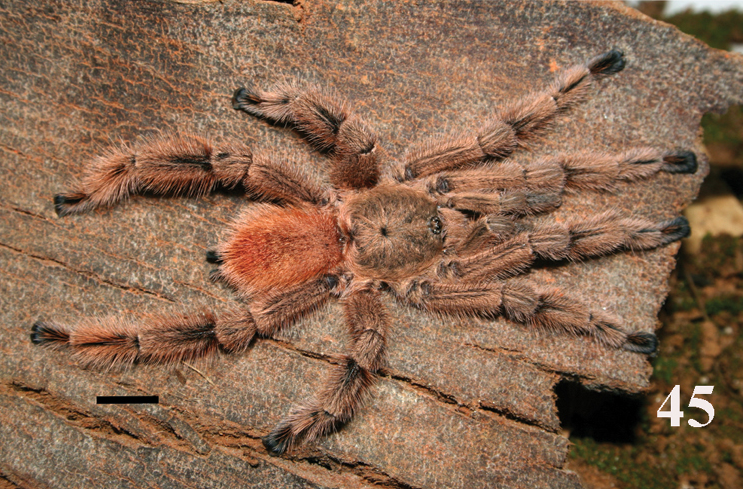
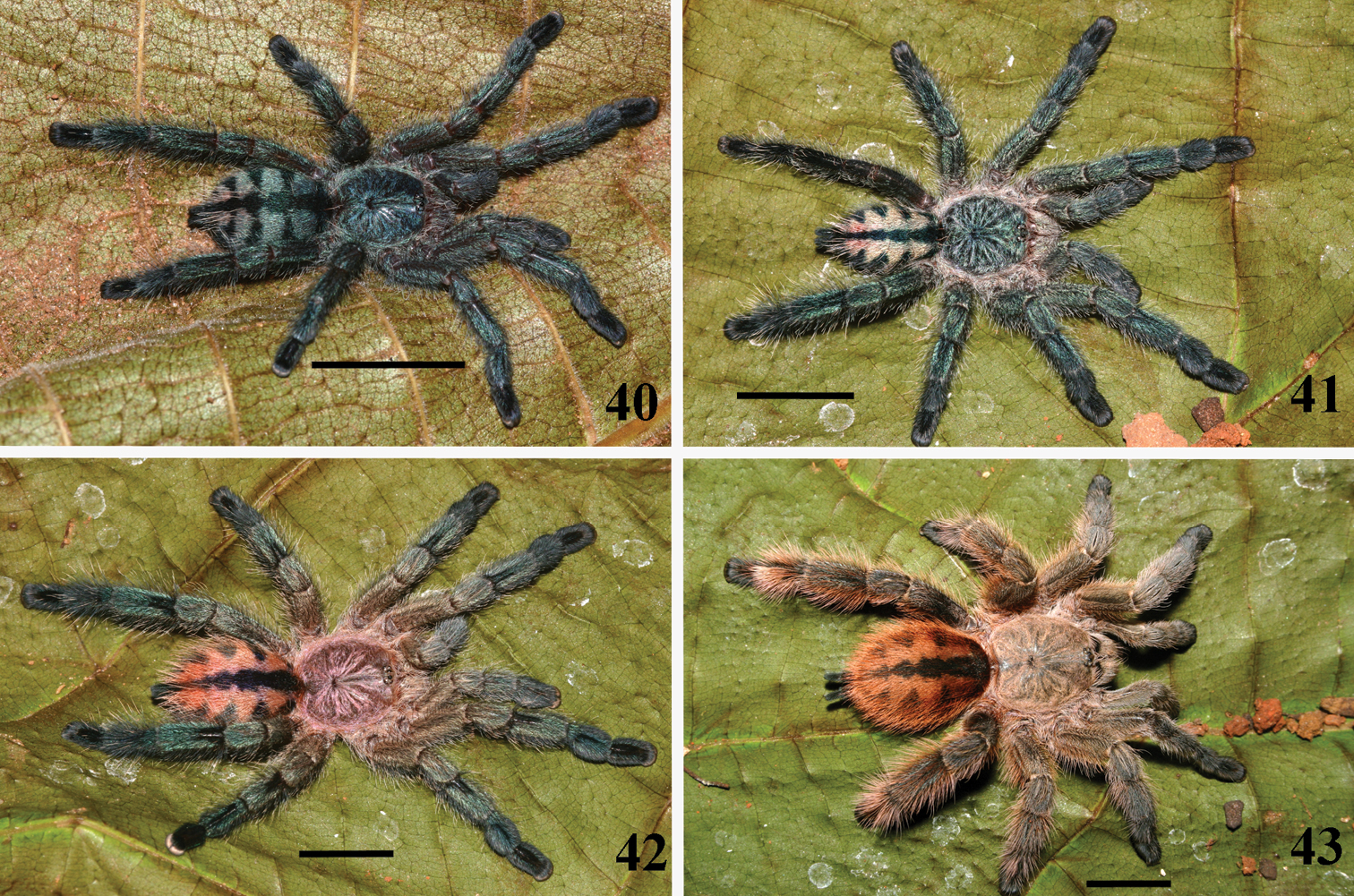
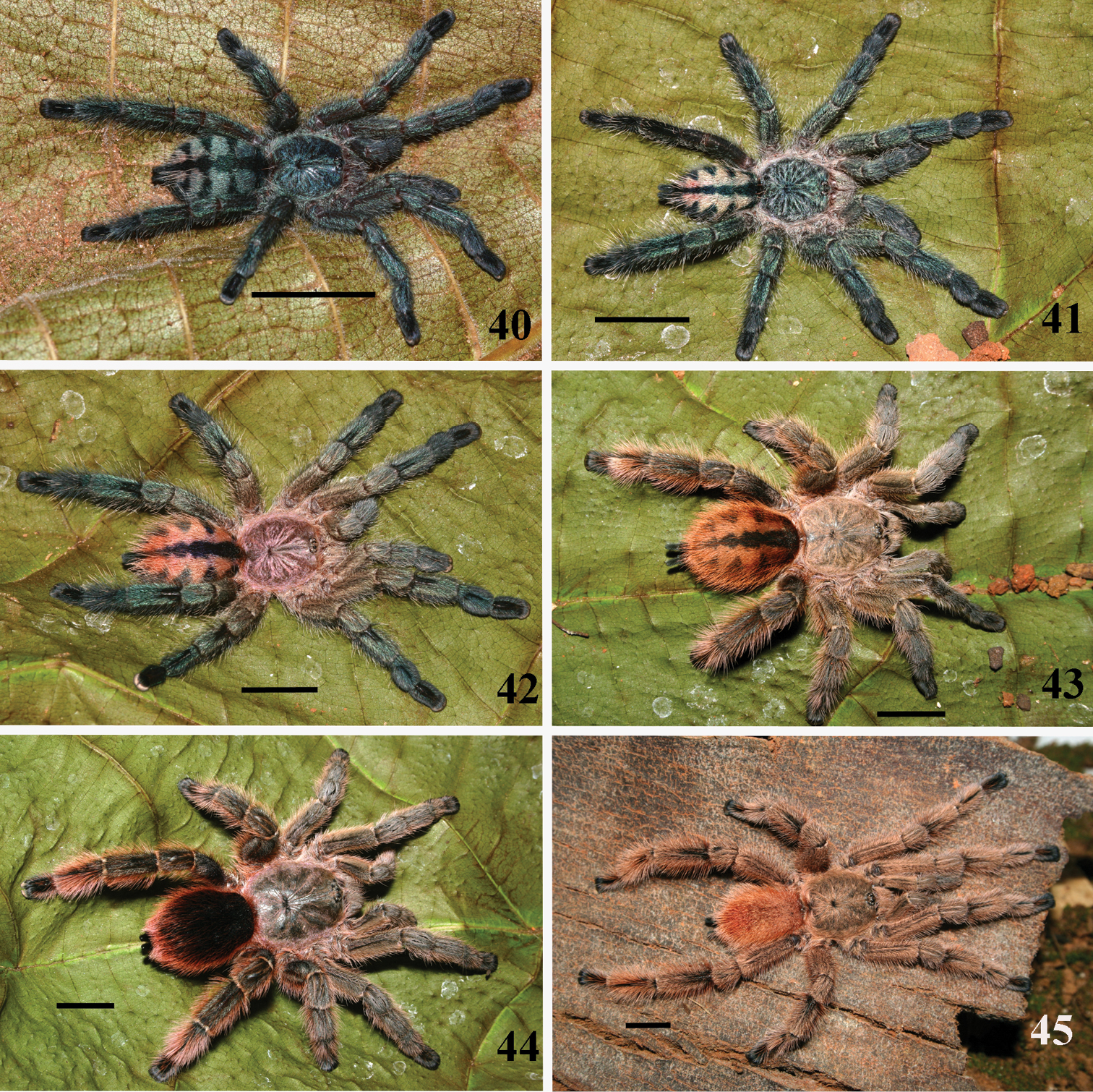